# 16-й гвардейский стрелковый корпус
16-й гвардейский стрелковый Кёнигсбергский Краснознамённый корпус — тактическое соединение РККА ВС СССР, в Великой Отечественной войне и в послевоенные годы.
Условное наименование — войсковая часть полевая почта (в/ч пп) № 28069.
Сокращённое наименование — 16 гв. ск.

## Формирование
Управление 16-го гвардейского корпуса сформировано 24 апреля 1943 года на основании директивы Ставки Верховного Главнокомандования в д. Радождево (7 км южнее Сухиничи). Формирование корпуса производилось штабом Западного фронта из числа офицеров резерва штаба 10-й, 16-й, 49-й, и 50-й армий. 10 мая закончилось формирование спецчастей корпуса.
Приказом 16-й армии № 002 от 2 мая 1943 года в состав корпуса были включены 1-я гвардейская стрелковая Московская Краснознамённая дивизия, 16-я гвардейская стрелковая ордена Ленина дивизия, 31-я гвардейская стрелковая дивизия и 169-я стрелковая дивизия.

## Боевой путь
В составе Действующей армии с 06.05.1943 — 22.04.1944 и 28.05.1944 — 09.05.1945.
1943 год
12 июля 1943 года в рамках Орловской стратегической наступательной операции «Кутузов» перед 11-й гвардейской стрелковой дивизией 16-го гвардейского стрелкового корпуса стояла задача прорвать оборону противника на узком участке фронта, овладеть деревней Старица Ульяновского района Калужской области и обеспечить дальнейшее продвижение советских частей в направлении города Орёл.
18 августа 16-я гвардейская стрелковая дивизия передана в состав 36-го гвардейского стрелкового корпуса, вместо неё в состав 16-го корпуса вошла 11-я гвардейская стрелковая дивизия из 8-го гвардейского стрелкового корпуса
28 октября, после Орловской стратегической наступательной операции «Кутузов», корпус в составе 11-й гвардейской армии вошел в состав 2-го Прибалтийского фронта.
1944 год
28 мая корпус в составе 11-й гвардейской армии вышел их подчинения 2-го Прибалтийского фронта и вошёл в состав 3-го Белорусского фронта.
1945 год
Корпус участвовал в штурме Кёнигсберга.
Блестяще сражался при штурме Кенигсберга 16-й гвардейский стрелковый корпус генерал-майора С. С. Гурьева, ставшего под стенами древней рыцарской крепости Героем Советского Союза. Следующий шаг гвардейцы его корпуса сделали к морской цитадели Пиллау.

## Подчинение и боевой состав
| Подчинение      | Подчинение                                     | Подчинение             | Подчинение                                             | Подчинение                          | Подчинение |
| Дата            | Фронт                                          | Армия                  | В составе (стрелковые)                                 | Другие части, в том числе приданные | Примечания |
| --------------- | ---------------------------------------------- | ---------------------- | ------------------------------------------------------ | ----------------------------------- | ---------- |
| 01.05.1943 года | Западный фронт                                 | 16-я армия             | 1-я, 16-я, 31-я гвардейские стрелковые дивизии         |                                     |            |
| 01.06.1943 года | Западный фронт                                 | 11-я гвардейская армия | 1-я, 16-я, 31-я гвардейские и 169-я стрелковые дивизии |                                     |            |
| 01.07.1943 года | Западный фронт                                 | 11-я гвардейская армия | 1-я, 16-я, 31-я гвардейские и 169-я стрелковые дивизии |                                     |            |
| 01.08.1943 года | Брянский фронт                                 | 11-я гвардейская армия | 1-я, 11-я, 16-я, 31-я гвардейские стрелковые дивизии   |                                     |            |
| 01.09.1943 года | Брянский фронт                                 | 11-я гвардейская армия | 1-я, 11-я гвардейские стрелковые дивизии               |                                     |            |
| 01.10.1943 года | Брянский фронт                                 | 11-я гвардейская армия | 1-я, 11-я, 31-я гвардейские стрелковые дивизии         |                                     |            |
| 01.11.1943 года | 2-й Прибалтийский фронт                        | 11-я гвардейская армия | 1-я, 11-я, 31-я гвардейские и 178-я стрелковые дивизии |                                     |            |
| 01.12.1943 года | 2-й Прибалтийский фронт                        | 11-я гвардейская армия | 1-я, 11-я, 31-я гвардейские стрелковые дивизии         |                                     |            |
| 01.01.1944 года | 2-й Прибалтийский фронт                        | 11-я гвардейская армия | 1-я, 11-я, 31-я гвардейские стрелковые дивизии         |                                     |            |
| 01.02.1944 года | 2-й Прибалтийский фронт                        | 11-я гвардейская армия | 1-я, 18-я, 31-я гвардейские стрелковые дивизии         |                                     |            |
| 01.03.1944 года | 2-й Прибалтийский фронт                        | 11-я гвардейская армия | 1-я, 31-я, 83-я гвардейские стрелковые дивизии         |                                     |            |
| 01.04.1944 года | 2-й Прибалтийский фронт                        | 11-я гвардейская армия | 1-я, 11-я, 31-я гвардейские стрелковые дивизии         |                                     |            |
| 01.05.1944 года | Резерв Ставки ВГК                              | 11-я гвардейская армия | 1-я, 11-я, 31-я гвардейские стрелковые дивизии         |                                     |            |
| 01.06.1944 года | 3-й Белорусский фронт                          | 11-я гвардейская армия | 1-я, 11-я, 31-я гвардейские стрелковые дивизии         |                                     |            |
| 01.07.1944 года | 3-й Белорусский фронт                          | 11-я гвардейская армия | 1-я, 11-я, 31-я гвардейские стрелковые дивизии         |                                     |            |
| 01.08.1944 года | 3-й Белорусский фронт                          | 11-я гвардейская армия | 1-я, 11-я, 31-я гвардейские стрелковые дивизии         |                                     |            |
| 01.09.1944 года | 3-й Белорусский фронт                          | 11-я гвардейская армия | 1-я, 11-я, 31-я гвардейские стрелковые дивизии         |                                     |            |
| 01.10.1944 года | 3-й Белорусский фронт                          | 11-я гвардейская армия | 1-я, 11-я, 31-я гвардейские стрелковые дивизии         |                                     |            |
| 01.11.1944 года | 3-й Белорусский фронт                          | 11-я гвардейская армия | 1-я, 11-я, 31-я гвардейские стрелковые дивизии         |                                     |            |
| 01.12.1944 года | 3-й Белорусский фронт                          | 11-я гвардейская армия | 1-я, 11-я, 31-я гвардейские стрелковые дивизии         |                                     |            |
| 01.01.1945 года | 3-й Белорусский фронт                          | 11-я гвардейская армия | 1-я, 11-я, 31-я гвардейские стрелковые дивизии         |                                     |            |
| 01.02.1945 года | 3-й Белорусский фронт                          | 11-я гвардейская армия | 1-я, 11-я, 31-я гвардейские стрелковые дивизии         |                                     |            |
| 01.03.1945 года | 3-й Белорусский фронт Земландская группа войск | 11-я гвардейская армия | 1-я, 11-я, 31-я гвардейские стрелковые дивизии         |                                     |            |
| 01.04.1945 года | 3-й Белорусский фронт Земландская группа войск | 11-я гвардейская армия | 1-я, 11-я, 31-я гвардейские стрелковые дивизии         |                                     |            |
| 01.05.1945 года | 3-й Белорусский фронт                          | 11-я гвардейская армия | 1-я, 11-я, 31-я гвардейские стрелковые дивизии         |                                     |            |

Части корпусного подчинения
- Управление корпуса (штат № 04/50);
- 523-й корпусной артиллерийский полк (штат № 08/570);
- 137-й отдельный гвардейский батальон связи (штат № 04/51);
- Штабная батарея КАК (штат № 04/52);
- Военная прокуратура (штат № 04/641);
- Военный трибунал (штат № 04/640);
- Отдельный взвод контрразведки (штат № 04/200)[6];
- 22-я отдельная сапёрная рота (до 14.04.1944 номера не имела);
- 383-я полевая авторемонтная база;
- 2712-я военно-почтовая станция (штат № 14/69а)[2]

## Отличившиеся воины корпуса
| Награда | Ф. И. О.                      | Должность                                                                           | Звание  | Дата награждения | Примечания                                                                              |
| ------- | ----------------------------- | ----------------------------------------------------------------------------------- | ------- | ---------------- | --------------------------------------------------------------------------------------- |
|         | Гурьев, Степан Савельевич     | командир корпуса                                                                    | гвардии | 19.04.1945       | погиб 22.04.1945 в районе Пиллау, похоронен в Калининграде на мемориале 1200 гвардейцам |
|         | Кукунин, Сергей Александрович | пулемётчик 40-го гвардейского стрелкового полка 11-й гвардейской стрелковой дивизии | гвардии | 04.06.1944       | 12.07.1943 года закрыл собой амбразуру вражеского пулеметного дзота                     |
|         | Полецкий, Сергей Иванович     | командующий артиллерией корпуса                                                     | гвардии | 05.05.1945       | умер от ран 15.05.1945, похоронен в Калининграде на мемориале 1200 гвардейцам           |

## Награды и почётные наименования
| Награда (наименование)                 | Дата награждения                                                                 | За что награждён |
| -------------------------------------- | -------------------------------------------------------------------------------- | --- |
| Почётное звание «Гвардейский»          | присвоено директивой Ставки Верховного Главнокомандования от 24 апреля 1943 года | получено корпусом при формировании |
| Почётное наименование «Кёнигсбергский» | присвоено приказом Верховного главнокомандующего № 084 от 17 мая 1945 года       | за образцовое выполнение заданий командования в боях с фашистскими захватчиками при овладении городом и крепостью Кёнигсберг и проявленные при этом доблесть и мужество |
| Орден Красного Знамени                 | награждён указом Президиума ВС СССР от 14 ноября 1944 года                       | за образцовое выполнение заданий командования в боях при прорыве обороны немцев и вторжении в пределы Восточной Пруссии, проявленные при этом доблесть и мужество       |

Награды частей корпусного подчинения:
- 137-й отдельный гвардейский ордена Красной Звезды[8][9] батальон связи

## Послевоенная история
В августе 1945 года корпус вошёл в состав Особого военного округа.
Состав корпуса на август 1945 года:
- 1-я гвардейская стрелковая Московско-Минская ордена Ленина Краснознамённая орденов Суворова и Кутузова дивизия, в/ч 06414 (Калининград);
- 11-я гвардейская стрелковая Городокская ордена Ленина Краснознамённая ордена Суворова дивизия, в/ч 08711 (Мамоново);
- 31-я гвардейская стрелковая Витебская ордена Ленина Краснознамённая ордена Суворова дивизия, в/ч 41134 (Калининград)

27 февраля 1946 года Особый военный округ вновь был переформирован в 11-ю гвардейскую армию, в состав которой и вошёл корпус.
15 января 1946 года 31-я гвардейская стрелковая дивизия была переформирована в 29-ю гвардейскую механизированную дивизию, а 1 мая убыла в состав 6-й гвардейской армии. Так же в мае 1946 года была расформирована 11-я гвардейская стрелковая дивизия, а в состав корпуса вошла 5-я гвардейская стрелковая дивизия.
Состав корпуса на 1 января 1947 года:
- Управление корпуса, в/ч 28069 (Калининград);
- 1-я гвардейская стрелковая Московско-Минская ордена Ленина Краснознамённая орденов Суворова и Кутузова дивизия, в/ч 06414 (Калининград);
- 5-я гвардейская стрелковая Городокская ордена Ленина Краснознамённая ордена Суворова дивизия, в/ч 08618 (Калининград)[1];
- 551-й корпусной артиллерийский полк;
- 95-й гвардейский миномётный полк;
- 137-й отдельный гвардейский батальон связи;
- 4-й отдельный гвардейский сапёрный батальон;
- 140-й отдельный танковый батальон;
- 383-я полевая авторемонтная база;
- 66-я отдельная танко-ремонтная рота;
- Штабная батарея УКАРТ;
- Отдельный стрелковый взвод ОКР

15 февраля 1948 года в состав корпуса вошла 28-я гвардейская механизированная Померанская Краснознамённая ордена Суворова дивизия.
30 марта 1948 года 95-й гвардейский миномётный полк был переформирован в 139-й отдельный гвардейский миномётный дивизион по штату № 8/449, 4-й отдельный гвардейский сапёрный батальон переформирован в 231-ю отдельную гвардейскую сапёрную роту по штату № 4/60. 16 мая 1948 года — расформирована 66-я отдельная танко-ремонтная рота, а 25 мая — расформирована 383-я полевая авторемонтная база.
12 марта 1957 года 16-й гвардейский стрелковый Кёнигсбергский Краснознамённый корпус, в/ч 28069 был расформирован.

## Командование корпуса

### Командиры
- Лапшов, Афанасий Васильевич (17.04.1943 — 14.07.1943), гвардии генерал-майор (погиб 14.07.1943);
- Федюнькин, Иван Фёдорович (28.07.1943 — 03.01.1944), гвардии генерал-майор;
- Воробьёв, Яков Степанович (04.01.1944 — 07.07.1944), гвардии генерал-майор;
- Гурьев, Степан Савельевич (08.07.1944 — 22.04.1945), гвардии генерал-майор (погиб 22.04.1945);
- Семёнов, Иван Иосифович (24.04.1945 — 04.05.1945), гвардии генерал-лейтенант[11][12];
- Борейко, Аркадий Александрович (05.05.1945 — 19.01.1946), гвардии генерал-майор;
- Семёнов, Иван Иосифович (20.01.1946 — 08.1948), гвардии генерал-лейтенант;
- Рослый, Иван Павлович (04.08.1949 — 09.1955), гвардии генерал-лейтенант[1]

### Заместители командира корпуса по строевой части
- Максимов, Александр Иванович (05.1943 — 07.1943), гвардии генерал-майор;
- Пронин, Михаил Андреевич (30.08.1944 — 18.10.1944), гвардии генерал-майор;
- Исаков, Георгий Петрович (01.1945 — 23.04.1945), гвардии генерал-майор;
- Москаленко, Алексей Прокофьевич (14.09.1945 — 04.1946), гвардии генерал-майор;
- Кириченко, Николай Яковлевич (1946), гвардии генерал-лейтенант;
- Григорьян, Григорий Аркадьевич (05.1946 — 23.04.1947), гвардии генерал-майор;
- Бранткалн, Детлав Карлович (04.1948 — 04.1949), гвардии генерал-лейтенант;
- Стриженко, Николай Михайлович (19.07.1949 — 25.09.1950), гвардии генерал-майор;
- Сафиуллин, Ганий Бекинович (01.11.1950 — 08.1956), гвардии генерал-лейтенант

### Заместители командира корпуса по политической части
- Мешков, Виктор Васильевич (13.05.1943 — 16.06.1943), гвардии подполковник[13]

### Начальники штаба
- Сенькевич, Василий Адамович (05.1943 — 12.1943), гвардии полковник[14];
- Толстиков, Павел Фёдорович (12.1943 — 07.03.1944), гвардии полковник;
- Брагин Василий Георгиевич (03.1944 — 09.1944), гвардии полковник;
- Буковский Сергей Иванович (10.1944 — 08.1945), гвардии полковник[15];
- Литвинов Роман Петрович (08.1945 — 07.1946), гвардии полковник;
- Степанов, Иван Иванович (20.07.1946 — 10.1947), гвардии генерал-майор;
- Бурыкин, Александр Николаевич (20.10.1947 — 01.1949), гвардии полковник;
- Гладков Николай Николаевич (31.01.1949 — 27.12.1949), гвардии полковник;
- Ивановский, Александр Александрович (24.01.1950 — 05.06.1950), гвардии полковник;
- Башнагян Арсен Сергеевич (05.06.1950 —), гвардии полковник;
- Мушта, Андрей Петрович (17.07.1953 — 12.1953), гвардии полковник

### Начальники политотдела, с 06.1943 он же заместитель командира корпуса по политической части
- Котунов Александр Алексеевич (13.05.1943 — 16.06.1943), гвардии подполковник;
- Мешков Виктор Васильевич (16.06.1943 — 13.01.1945), гвардии подполковник, с 21.09.1943 гвардии полковник;
- Шеренгин, Иван Григорьевич (13.01.1945 — 28.02.1946), гвардии полковник[13];
- Лебедев Михаил Константинович (09.03.1946 —), гвардии полковник;
- Москаленко Андрей Артемьевич (11.05.1951 —), гвардии полковник;
- Рязанов Сергей Сидорович (08.06.1953 —), гвардии полковник